# HC Gomel
HC Gomel là một câu lạc bộ bóng ném đến từ Gomel, Belarus, hiện tại thi đấu ở Giải vô địch Belarus nơi họ đang là đương kim vô địch.

## Danh hiệu
- Giải vô địch Belarus:
  - Vô địch (1): 2016, 2017
  - Á quân (2): 2014, 2015

## Thành tích châu Âu
| Mùa giải | Giải đấu             | Vòng | Câu lạc bộ        | Lượt đi | Lượt về | Tổng tỉ số |
| -------- | -------------------- | ---- | ----------------- | ------- | ------- | ---------- |
|          |                      |      |                   |         |         |            |
| 2016–17  | EHF Champions League | Q1   | HC Leipzig        | 18–29   | 18–29   | Hạng tư    |
| 2016–17  | EHF Champions League | Q1   | BM Bera Bera      | 20–28   | 20–28   | Hạng tư    |
| 2016–17  | EHF Cup              | R2   | HC Dunărea Brăila | 15–27   | 22–26   | 37–53      |

## Đội bóng

### Đội hình hiện tại
Đội hình mùa giải 2016–17 
| Thủ môn - Lilliya Burduk - Valiantsina Kumpel - Eliza Slauta Tiền vệ cánh LW - Iryna Dronova - Yana Hrom - Krystsina Misachenka RW - Khrystsina Akhramenka Line players - Natallia Platanovich - Viktoryia Shamanouskaya | Hậu vệ cánh LB - Oxana Artamonova - Yulia Ganichkina - Natallia Padasinava CB - Iuliia Golubeva - Anna Redka RB - Tatsiana Tsyrybka - Volha Vinakurava |